# Poljani (Grobosinc)
Poljani falu Horvátországban Belovár-Bilogora megyében. Közigazgatásilag Grobosinchoz tartozik.

## Fekvése
Belovártól légvonalban 35, közúton 41 km-re délkeletre, Verőcétől légvonalban 23, közúton 29 km-re délnyugatra, községközpontjától 2 km-re délre a Bilo-hegység délnyugati lejtői és az Ilova között elterülő termékeny mezőn fekszik.

## Története
A határában fekvő „Brdo”, illetve „Brijeg” néven ismert magaslaton található régészeti lelőhely leleteinek tanúsága alapján a falu területe már jóval keletkezése előtt is lakott volt. A mai Poljani a 19. század elején keletkezett, de csak a század végén lett önálló település, addig a szomszédos Orlovac Zdenački településrésze volt. Először a második katonai felmérés (1806-1859) térképén szerepel, akkor még „Polje” néven. 1890-ben 425, 1910-ben 424 lakosa volt. A katonai közigazgatás megszüntetése (1871) után Magyar Királyságon belül Horvát–Szlavónország részeként, Belovár-Kőrös vármegye Grubisno Poljei járásának része volt. A 19. század végén és a 20. század elején az olcsó földterületek miatt és a jobb megélhetés reményében elsősorban nagyszámú cseh és magyar lakosság telepedett le itt. 1910-ben a népszámlálás adatai szerint lakosságának 43%-a cseh, 29%-a horvát, 22%-a magyar, 6%-a szerb anyanyelvű volt. Az első világháború után 1918-ban az új szerb-horvát-szlovén állam, majd később (1929-ben) Jugoszlávia része lett. 1941 és 1945 között a németbarát Független Horvát Államhoz, háború után a település a szocialista Jugoszláviához tartozott. 1991-től a független Horvátország része. 1991-ben lakosságának 50%-a horvát, 30%-a cseh, 9%-a magyar nemzetiségű volt. 2011-ben 261 lakosa volt.

## Lakossága
| Lakosság változása | Lakosság változása | Lakosság változása | Lakosság változása | Lakosság változása | Lakosság változása | Lakosság változása | Lakosság változása | Lakosság változása | Lakosság változása | Lakosság változása | Lakosság változása | Lakosság változása | Lakosság változása | Lakosság változása | Lakosság változása |
| ------------------ | ------------------ | ------------------ | ------------------ | ------------------ | ------------------ | ------------------ | ------------------ | ------------------ | ------------------ | ------------------ | ------------------ | ------------------ | ------------------ | ------------------ | ------------------ |
| 1857               | 1869               | 1880               | 1890               | 1900               | 1910               | 1921               | 1931               | 1948               | 1953               | 1961               | 1971               | 1981               | 1991               | 2001               | 2011               |
| 0                  | 0                  | 0                  | 425                | 430                | 424                | 479                | 446                | 396                | 431                | 444                | 397                | 361                | 337                | 319                | 261                |